# Bromură de potasiu
Bromura de potasiu este o sare a acidului bromhidric cu potasiul, cu formula chimică KBr, fiind folosit ca sedativ și anticonvulsivant la sfârșitul secolului al XIX-lea și la începutul secolului al XX-lea. Acțiunea sa chimică se datorează ionului de bromură din compoziția sa.

## Obținere
Metoda clasică de obținere a bromurii de potasiu este reacția dintre carbonatul de potasiu și o bromură de fier, Fe3Br8, care se obține din fier și brom:
{\displaystyle {\ce {4 K2CO3 + Fe3Br8 -> 8 KBr + Fe3O4 + 4 CO2}}}

## Proprietăți
Sub condiții normale de temperatură și presiune, bromura de potasiu este o pudră cristalină de culoare albă. Este ușor solubil în apă. Într-o soluție diluată, bromura de potasiu are gust dulce, într-o soluție mai concentrată are gust amar, iar în cea mai concentrată formă are gust sărat pentru oameni (datorită ionilor de potasiu; bromura de sodiu este numai sărată la toate concentrațiile). Însă, în ultima formă, acesta afectează mucoasa gastrică, cauzând greață și stări de vomă (deși această caracteristică este asemănătoare pentru toate sărurile de potasiu solubile). 

## Proprietăți chimice
Bromura de potasiu este un compus ionic, complet disociat în soluție apoasă. Este de obicei utilizat ca sursă de ioni bromură, proprietate care a fost intens utilizată în domeniul fotografic:
{\displaystyle {\ce {KBr _{(aq)}+ AgNO3_{(aq)}-> AgBr _{(s)}+ KNO3_{(aq)}}}}
Ionul bromură, în soluții apoase (Br−) poate forma și complecși cu unele halogenuri metalice, precum bromura de cupru (II):
{\displaystyle {\ce {2KBr _{(aq)}+ CuBr2 _{(aq)}-> K2[CuBr4] _{(aq)}}}}